# ديفيد ايزكيل براينت
ديفيد ايزكيل براينت (بالإنجليزية: David Ezekiel Bryant)‏ هو قاضي ومحامي وسياسي أمريكي، ولد في 19 أكتوبر 1845 في مقاطعة لارو في الولايات المتحدة، وتوفي في 5 فبراير 1910. حزبياً، نشط في الحزب الجمهوري.